# Соколовський Марко Данилович
Марко Данилович Соколовський (13 (25) квітня 1818–25 грудня 1883 (6 січня 1884) — український гітарист-віртуоз польського походження.

## Життєпис
Народився 25 квітня 1818 року на Надроссі в Погребищі (за іншими даними у с. Спичинці Погребищенського району), яке на той час було у складі Київської губернії Бердичівського повіту, у знатній польській родині.
Музична освіта почалася з раннього дитинства. Батьки сприяли навчанню сина гри на скрипці та віолончелі. Однак його захопила іспанська шестиструнна гітара, звучання якої почув, коли у Погребище завітала заїжджа група циган. Всупереч волі батьків, Марко придбав інструмент, однак синове захоплення було сприйнято ними з осудом, як таке, що компрометує знатний рід. Через конфлікт з батьками Марко залишив домівку і долучився до мандрівних циган, від яких взяв перші значущі уроки гри на гітарі. Далі музикант самостійно оволодівав мистецтвом гри на гітарі, удосконалюючи свою майстерність протягом всього життя.
Частину юних літ Марко Соколовський провів у Вільно (нині Вільнюс), у якому деякий час навчався. Концертну діяльність розпочав у 1841 році в Житомирі. Згодом були концерти в залах Вільно, Києва, Одеси. Популярність Соколовського в Москві розпочалася з концертів у 1847 році. Після чого він повертається на батьківщину і протягом кількох років вдосконалює майстерність гри на гітарі.
На початку 50-х років музикант продовжує успішні виступати по всій Росії. Він грав з оркестром, з фортепіано, соло. В його концертах, зокрема, брали участь — оркестр улюбленця московської публіки Сакса, віолончеліст Давидов, піаніст Плотніков, скрипаль Гербер, співаки Владиславлєв, Божановський. Він грав у найпрестижніших концертних залах Європи — у Варшаві, Лондоні, Парижі, Брюсселі, Берліні, Дрездені, Відені, в Міланському театрі Ла Скала…
В 1859 р. у Відні М.Соколовському було вручено диплом, в якому він йменувався першим гітаристом Європи. За поетичність, натхненність гри французи називали його «Паганіні гітари», італійці — «Боттезіні гітари», англійці — «королем гітаристів».
Прощальний публічний концерт Марка Даниловича відбувся у Петербурзі (1877) в залі Придворної співочої капели. Хвороба не дозволила йому більше вийти на сцену.
Останні роки свого життя Соколовський провів у Москві та Вільнюсі. Помер 25 грудня 1883 року у Вільнюсі. Похований на цвинтарі Расу, неподалік від поховання литовського композитора і художника Чюрльоніса.